# Prionopelta kraepilini
Prionopelta kraepilini é uma espécie de formiga do gênero Prionopelta.